# Santana (banda)
Santana é uma banda americana, formada por um número variável de músicos que acompanham o guitarrista e compositor mexicano Carlos Santana desde o fim da década de 1960. Como o próprio Santana, a banda é conhecida por ter ajudado a difundir o rock latino por todo o mundo.
A banda foi formada em 1967 em San Francisco. A primeira formação consistia do próprio Santana na guitarra solo, Tom Fraser na guitarra base, Mike Carabello na percussão, Rod Harper na bateria e percussão, Gus Rodriguez no baixo e Gregg Rolie nos vocais e teclados. Nos anos seguintes os membros do grupo foram trocados com frequência, por diversos motivos, e de 1971 a 1972 chegou a ocorrer um breve rompimento entre o grupo e Carlos Santana.
O próprio Santana raramente canta suas canções, apesar de ser o líder da banda; os sucessos mais recentes frequentemente são cantados por um convidado, e não por algum membro da banda.
Em 1998 o grupo foi aceito no Rock & Roll Hall of Fame, com Carlos Santana, Jose Chepito Areas, David Brown, Mike Carabello, Gregg Rolie e Michael Shrieve recebendo a honra.

## Discografia
- Santana (1969)
- Abraxas (1970)
- Santana III (1971)
- Caravanserai (1972)
- Welcome (1973)
- Borboletta (1974)
- Greatest Hits (1974)
- Lotus (1974)
- Amigos (1976)
- Festival (1977)
- Moonflower (1977)
- Inner Secrets (1978)
- Marathon (1979)
- Zebop! (1981)
- Shangó (1982)
- Havana Moon (1983)
- Beyond Appearances (1985)
- Freedom (1987)
- Blues for Salvador (1987)
- Spirits Dancing in the Flesh (1990)
- Milagro (1992)
- Sacred Fire: Live in South America (1993)
- Santana Brothers (1994)
- Supernatural (1999)
- Shaman (2002)
- The Essential Santana (2002)
- Ceremony: Remixes & Rarities (2003)
- All That I Am (2005)
- Ultimate Santana (2007)
- The Very Best of Santana (Live in 1968) (2007)
- Multi-Dimensional Warrior (2008)
- Guitar Heaven: The Greatest Guitar Classics of All Time (2010)
- Shape Shifter (2012)
- Corazón (2014)
- Santana IV (2016)

EPs
- Live (1972)
- Love Devotion Surrender (1973)

## Prêmios e indicações

### Grammy Latino
| Ano  | Categoria                                        | Indicação                   | Resultado |
| ---- | ------------------------------------------------ | --------------------------- | --------- |
| 2000 | Gravação do Ano                                  | Corazón Espinado (com Maná) | Venceu    |
| 2000 | Melhor Performance Instrumental de Pop           | El Farol                    | Venceu    |
| 2000 | Melhor Performance Vocal de Rock por Dupla/Grupo | Corazón Espinado (com Maná) | Venceu    |